# Långtjärnen (Vännäs socken, Västerbotten)
Långtjärnen är en sjö i Vännäs kommun i Västerbotten och ingår i Umeälvens huvudavrinningsområde.